# Natropalermoïta
La natropalermoïta és un mineral de la classe dels fosfats. Rep el nom per ser l'anàleg de sodi de la palermoïta.

## Característiques
La natropalermoïta és un fosfat de fórmula química Na₂SrAl₄(PO₄)₄(OH)₄. Va ser aprovada com a espècie vàlida per l'Associació Mineralògica Internacional l'any 2013, i la primera publicació data del 2017. Cristal·litza en el sistema ortoròmbic. Tot i que és isostructural amb la palermoïta, el fet de tenir substitució de liti per sodi comporta un augment substancial del paràmetre b. El políedre que porta VIINa és més regular que el corresponent a la palermoïta.

## Formació i jaciments
Va ser descoberta a la mina Palermo No. 1, situada a la localitat de Groton, al comtat de Grafton (Nou Hampshire, Estats Units). Es tracta de l'únic indret de tot el planeta on ha estat descrita aquesta espècie mineral.